# Bolloheide
De Bolloheide is een natuurgebied nabij de Vlaams-Brabantse plaats Tremelo.
Het betreft een heiderelict van 13,6 ha in een grotendeels verkaveld naaldbosgebied op een stuifzandrug. In 1997 werd het door de gemeente aangekocht en het wordt beheerd door Natuurpunt.
Tot de plantengroei op de heide behoort klein tasjeskruid, stekelbrem, heidespurrie en dophei. In de bosgebieden vindt men groot heksenkruid, Hengel, blauwe bosbes en rankende helmbloem.
Een deel van het gebied wordt begraasd. De Bolloheide is toegankelijk voor wandelaars.